# Gabriel Bucelin
Gabriel Bucelin (Diessenhofen, Thurgau kanton, Svájc, 1599. december 29. – Weingarten, 1681. június 9.) német történész, Benedek-rendi szerzetes. A neve előfordul Buzlin, Bucelinus, Bucellin, Bincelint alakban is.

## Élete és munkássága
Apja, Johann Jakob Bucelin (1561–1617) udvari és hadi szolgálatban töltötte életét. Kérésére fiát 1616-ban felvették a weingarteni kolostorba, ahol 1617. január 17-én tett fogadalmat. Dillingenben filozófiát és teológiát tanult, majd 1624. április 23-án pappá szentelték. Több éven át ő volt a novíciusok felügyelője, majd harminc éven át a feldkircheni St. Johann elöljárója.
Itt alkotta meg történtei munkáit: Germania topo-chrono-stemmatographica sacra et profana (I. 1655, II. 1662, III. 1672, IV. 1678); Rhaetia Ethrusca, Romana, Gallica, Germanica ... sacra et prophana topo-chrono-stemmatographica, brevi compendio descripta 1666; Genealogie der Freiherren von Bodman in: Beati Rhenani rerum Germanicarum libri III; Constantia Rhenana ..... sacra et profana, Ethrusca, Maesia, Harudica, Alemannica, Romana, Gallica, Teutonica, Imperialis, Austriaca, 1667; Constantia Benedicta seu Historia rerum a Monachis Benedictinis per amplissimam Constantiensem Dioecesim gestarum; Galliarum regni res memoratu digniores, 1664; Aquila imperii benedictina, de ordinis S. Benedicti per universum imperium romanum immortalibus meritis, 1651; Menologium Benedictinum Sanctorum, Beatorum atque illustrium ejusdem Ordinis Virorum Elogiis illustratum, 1655; Comp. hist. de Sancti romani imperii Sanctitate, Majestate etc., 1680; Chronologia Benedictino-Mariana, 1671; Annales Benedictini, 2 vol., 1656; Historiae Universalis nucleus recens auctus, 1672.